# Rainbow Brite
Rainbow Brite (La tierra del Arcoíris en España) es una serie animada de la franquicia de medios creada por Hallmark Cards. Fue producida por DIC Audiovisuel y escrita por Woody Kling con una animación proporcionada por Tokyo Movie Shinsha.
Rainbow Brite hizo su debut animado en el especial Peligro en los pozos, estrenado originalmente el 27 de junio de 1984. Posteriormente se realizaron cuatro especiales más, La Amenaza del poderoso Monstromurk y El comienzo de Rainbowland. En abril de 1986 se convirtió en una serie regular, integrando el bloque semanal de antología sindicada Kideo TV de DIC, ocho nuevos episodios se hicieron para esta sección. Rainbow Brite fue parte de la cadena Kideo hasta mayo de 1987.
La franquicia generó mil millones de dólares en ventas en productos como muñecas, juguetes y otros artículos con licencia en toda la década de 1980.

## Trama
En el trasfondo de la franquicia, una pequeña niña huérfana llamada Wisp es llevada por una fuerza desconocida a un mundo incoloro, en donde debe encontrar la Esfera de la Luz, y al hacerlo, se hace amiga de un duendecillo llamado Twink y de un majestuoso caballo blanco, conocido como Starlite. Ella encuentra a una bebé (que al final resulta ser la Esfera de Luz) y también el cinturón arcoíris, que es la herramienta que ella necesita para llevar color a la tierra. Entonces rescatan a los Niños de los Siete Colores (uno para cada color del arcoíris) que se encontraban prisioneros. Después de derrotar al Rey de las Sombras (también conocido como la fuerza del mal y el Oscuro), la fuerza desconocida le cambia a la niña el nombre de Wisp a Rainbow Brite y le da una marca en forma de estrella lila en su mejilla. Ella junto a los chicos de color (y sus ayudantes, los sprites o duendecillos) están a cargo de darle todos los colores a la Tierra. Además, deben combatir contra Murky y Lurky, dos villanos que intentan impedirles esta labor.
El cinturón de color necesita los destellos de color para funcionar. Cada niño de color se encarga de su color correspondiente y tienen a un duendecillo personal y administran a otros grupos de duendecillos que extraen cristales de color de la cueva cercana,estos cristales  se convierten en estrellas a través de un proceso muy similar a usar moldes de galletas.
La película "Rainbow Brite y el ladrón de estrellas" ("Rainbow Brite and the star stealer" en inglés), realizada en 1985, añadió un planeta mágico de la luz conocido con el nombre de Spectra, también llamado el planeta de diamantes. Toda la luz en el universo debe pasar a través de los espectros antes de llegar a la Tierra. La Princesa Oscura causa problemas cuando trata de envolver a Spectra alrededor de cuerdas (con el fin de transportar el diamante gigante hasta su palacio), bloqueando así la luz y con ello condenando a la Tierra a un invierno permanente.

## Personajes
- Wisp / Rainbow Brite (Rubita en España)[1] y su amigo Twink, el duendecillo blanco. En uno de los libros, se revela que Twink solía ser rojo, hasta que el malvado Murky Dismal eliminó su color dejándolo blanco.
- Starlite es el caballo de Rainbow Brite, que vuela y habla, y se autonombra "el caballo más magnífico del universo". Es blanco con una estrella amarilla en su frente, mientras que sus crines y su cola son de los colores del arcoíris.

## Emisión
- Chile: Corporación de Televisión de la Universidad Católica de Chile - UCV TV
- Colombia: Cadena 2
- España : TVE1
- México: Canal 5
- Perú: Canal 9 ATV
- Venezuela: RCTV